# Эрнандес, Хуан Камило
Хуан Камило «Кучо» Эрнандес Суарес (исп. Juan Camilo "Cucho" Hernández Suárez; род. 22 апреля 1999, Перейра, Колумбия) — колумбийский футболист, нападающий клуба «Реал Бетис» и сборной Колумбии.

## Клубная карьера
Эрнандес — воспитанник клуба «Депортиво Перейра» из своего родного города. 7 апреля 2015 года в матче против «Депортес Киндио» он дебютировал в колумбийской Примере B, в возрасте 16 лет. 5 сентября в поединке против «Реал Сантандер» Кучо забил свой первый гол за «Депортиво Перейра». 3 июля 2016 года в матче против «Тигрес» он сделал хет-трик. По итогам второго сезона Эрнандес в возрасте 17 лет, стал лучшим бомбардиром чемпионата.
В начале 2017 года Кучо перешёл в испанскую «Гранаду», но для получения игровой практики сразу же был отдан в аренду в «Америку» из Кали. 24 февраля в матче против «Хагуарес де Кордоба» он дебютировал в Кубке Мустанга. 4 июня в поединке против «Депортиво Пасто» Эрнандес забил свой первый гол за «Америку».
Летом того же года «Гранада» продала Кучо в английский «Уотфорд», а новый клуб отправил его набираться игровой практики в годичную аренду в «Уэску». В матче против «Нумансии» он дебютировал в Сегунде. 26 августа в поединке против «Лорка» Эрнандес забил свой первый гол за «Уэску». По итогам сезона 2017/18 он помог клубу выйти в элиту. 4 июня 2018 года аренда Кучо в «Уэске» была продлена ещё на сезон. 19 августа в матче против «Эйбара» он дебютировал в Ла Лиге.
26 августа 2019 года Эрнандес согласовал новый долгосрочный контракт с «Уотфордом» и отправился в сезонную аренду в испанскую «Мальорку».
14 августа 2020 года Эрнандес отправился в аренду в испанский «Хетафе».
14 августа 2021 года Эрнандес забил гол в своём дебютном матче за «Уотфорд», в первом туре сезона против «Астон Виллы».
20 июня 2022 года клуб MLS «Коламбус Крю» объявил о приобретении Эрнандеса за рекордную для себя сумму, подписав с ним контракт молодого назначенного игрока до конца сезона 2025, вступающий в силу после открытия трансферного окна 7 июля. Свой дебют в высшей лиге США, 10 июля в матче против «Чикаго Файр», он отметил голом.

## Международная карьера
В 2017 года Эрнандес в составе молодёжной сборной Колумбии принял участие в молодёжного чемпионата Южной Америки в Эквадоре. На турнире он сыграл в матчах против команд Парагвая, Чили, Аргентины, Венесуэлы, Уругвая а также дважды Эквадора и Бразилии. В поединках против аргентинцев и венесуэльцев Хуан забил по голу.
17 октября 2018 года в товарищеском матче против сборной Коста-Рики Эрнандес дебютировал за сборную Колумбии. В этом же поединке он сделал «дубль», забив свои первые голы за национальную команду.

### Голы за сборную Колумбии
| № | Дата            | Место                         | Противник  | Счёт | Результат | Соревнование      |
| - | --------------- | ----------------------------- | ---------- | ---- | --------- | ----------------- |
| 1 | 17 октября 2018 | Ред Булл Арена, Гаррисон, США | Коста-Рика | 2:1  | 3:1       | Товарищеский матч |
| 2 | 17 октября 2018 | Ред Булл Арена, Гаррисон, США | Коста-Рика | 3:1  | 3:1       | Товарищеский матч |

## Достижения
Командные
«Коламбус Крю»
- Чемпион MLS (обладатель Кубка MLS): 2023

Индивидуальные
- Лучший бомбардир колумбийской Примеры B: 2016
- Символическая сборная сезона MLS: 2023
- Самый ценный игрок Кубка MLS: 2023